# 北戎
北戎，又稱代狄，中國古代春秋時期的部落之一，與山戎及無終國等同被歸類於戎狄之一，居住在今中華人民共和國河北省燕山以北以至於遼寧省一帶。曾經為晉國的附庸，後被併入晉國，在戰國時，被併入趙國之中。

## 歷史
前790年，周朝軍隊擊敗北戎。
前714年，北戎入侵鄭國，被鄭國擊敗。
前650年夏，齐桓公、許僖公攻伐北戎。

杜預認為，北戎與山戎、無終國相同。《後漢書》〈西羌傳〉根據《竹書紀年》，認為北戎即犬戎之一，為西羌先祖之一。